# Benjamin Savšek
Benjamin Savšek (ur. 24 marca 1987 w Lublanie) – słoweński kajakarz górski występujący w konkurencji kanadyjek, mistrz olimpijski, mistrz świata oraz czterokrotny mistrz Europy.

## Igrzyska olimpijskie
W 2012 wystąpił na igrzyskach olimpijskich w Londynie w konkurencji C1. W kwalifikacjach zajął drugie miejsce, po czym powtórzył ten sam wynik w półfinale. W decydującej o medal próbie ominął dwie bramki i zakończył zawody na ostatniej, ósmej pozycji. Cztery lata później w Rio de Janeiro zajął czwarte miejsca w kwalifikacjach i półfinale, awansując do finału konkursu C1. W ostatnim występie z czterema sekundami kary zajął szóstą pozycję. Na igrzyskach rozgrywanych w Tokio zdobył złoty medal w rywalizacji w slalomie C1.

## Odznaczenia
- Złoty Order za Zasługi na polu cywilnym (2022)[4]